# Balingen

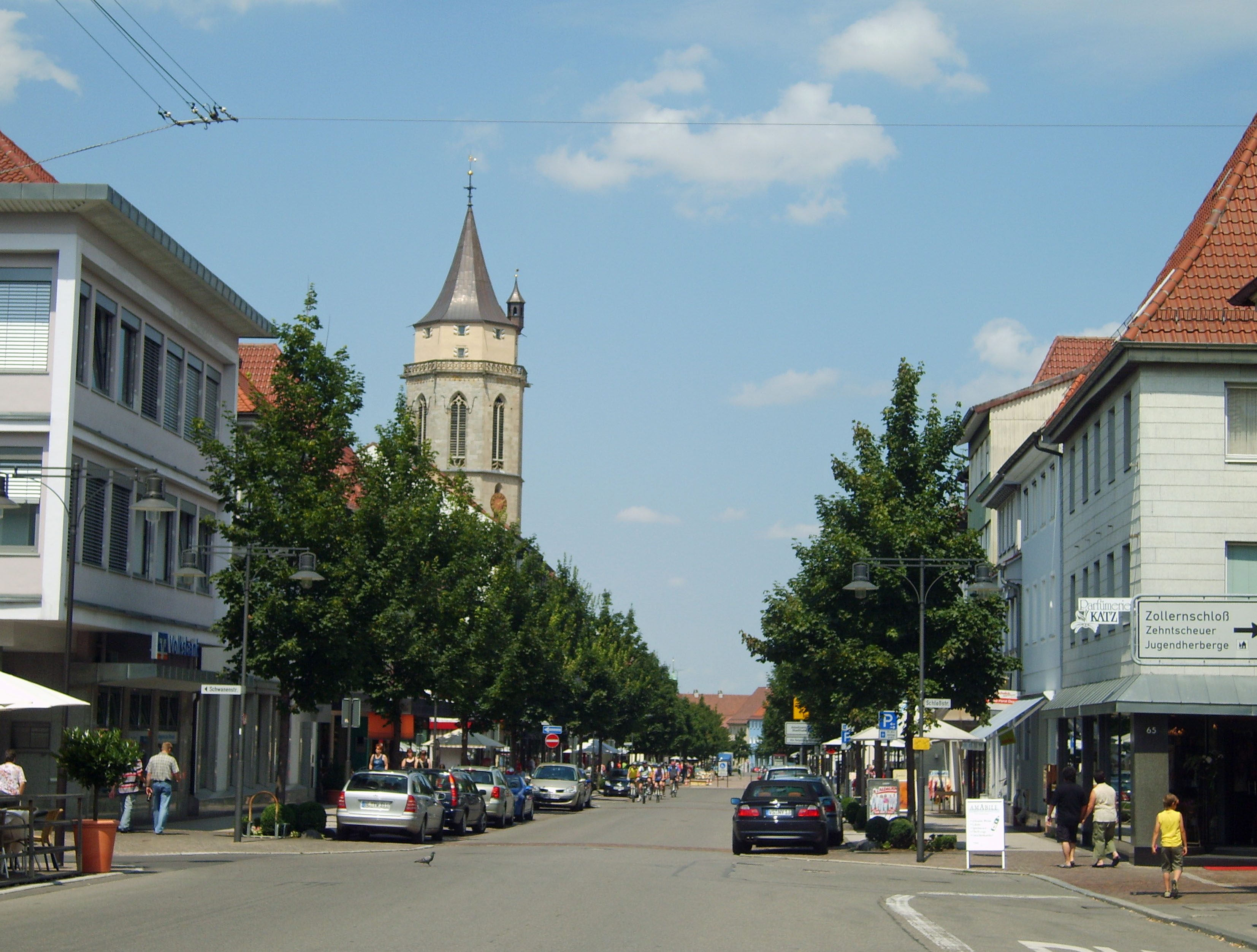
Balingen

Balingen este un oraș în sudul landului Baden-Württemberg.